# Station Lębork Nowy Świat
Station Lębork Nowy Świat is een spoorwegstation in de Poolse plaats Lębork.